# Circuito Mundial de Tênis de Mesa
O Circuito Mundial de Tênis de Mesa ou ITTF World Tour é uma série de torneios de tênis de mesa. O circuito foi introduzido em 1996 pela Federação Internacional de Tênis de Mesa, visando a aumentar a qualidade do esporte. Ele inclui 6 eventos: masculino e feminino em simples, duplas e simples sub-21. O circuito tem um sistema de pontuação, de acordo com o nível do torneio . Os mesa-tenistas com maiores pontuações são qualificados para o ITTF World Tour Grand Finals no final do ano. O  ranking da ITTF possui uma politica de pontos para o competidor avançar no ranking mundial para a qualificação em torneios internacionais.